# Anna come sei
Anna come sei è un album della cantante italiana Anna Identici, pubblicato dall'etichetta discografica Ariston nel 1976.
Tutti i brani portano la firma di Giorgio Bertero, insieme ad altri autori quali Gianni Guarnieri, Pino Calvi, Giovanni Panzarea e Gilberto Ziglioli.
Arrangiamento e direzione d'orchestra sono curati, per 4 brani ciascuno, da Victor Bacchetta, Pinuccio Pirazzoli e Massimo Salerno.

## Tracce

### Lato A
1. Dalle fiabe
2. Amore a ore
3. Da grande cosa farai?
4. Professione: casalinga
5. Lo stesso sole
6. Nostalgia

### Lato B
1. Amore minorenne
2. Amore colorato d'inferno
3. Perché sono una donna
4. Dolore che l'amore
5. Una coppia felice
6. Anna come sei